# 샘 코폴라
샘 코폴라(Sam Coppola, 1932년 7월 31일 ~ 2012년 2월 5일)는 미국의 배우이다.
저지시티에서 태어났으며 레오니아에서 사망하였다. 사인은 질병이다.

## 출연 작품
- Reunion (2009)
- 헤비 페팅 (2007년)
- 노라 (2003년)
- 엠파이어 (2002년)
- 파루카빌 (1996년)
- 지나의 자유시대 (1994년)
- 위험한 행운 (1993년)
- 조이 브레커 (1993년)
- 죽음 전의 키스 (1991년)
- 흑백 살인 (1990년)
- 스트리트 헌터 (1990년)
- 야곱의 사다리 (1990년)
- 블루 스틸 (1990년)
- 위험한 정사 (1987년)
- 알렉스 실종 사건 (1983년)
- 토요일 밤의 열기 (1977년) - 퍼스코 역
- 갱 댓 커든트 슛 스트레이트 (1971년)
- 도청 작전 (1971년)

### 텔레비전
- 로앤오더 (1991, 2004)
- 더 와이어 (2006)